# Iker Ballarin
Ballarin  Manso est un nom espagnol. Le premier nom de famille, en général paternel, est Ballarin ; le second, en général maternel, souvent omis, est Manso.
Iker Ballarin Manso, né le 4 mai 1997 à Vitoria-Gasteiz, est un coureur cycliste espagnol, professionnel de 2019 à 2023.

## Biographie
En 2018 et 2019, Iker Ballarin se distingue dans le calendrier amateur basque en obtenant plusieurs victoires et diverses places d'honneur.
Après y avoir été stagiaire, il passe professionnel en 2020 au sein de la Fundación-Orbea, renommée ensuite Euskaltel-Euskadi. Il commence sa saison sur le Tour de San Juan, où il se fait remarquer en participant à trois échappées. En 2021, il se classe trente-neuvième du Tour de Turquie.
En janvier 2023, il est échappé sur la Clàssica Comunitat Valenciana 1969.

## Palmarès
- 2018
  - Mémorial José María Anza
  - 2e du Dorletako Ama Saria
  - 2e du Torneo Euskaldun
  - 3e du Xanisteban Saria
  - 3e de la Klasika Lemoiz
- 2019
  - Vainqueur du Torneo Lehendakari
  - Champion du Pays basque espoirs (Mémorial Sabin Foruria)
  - Champion d'Alava espoirs (Premio Nuestra Señora de Oro)
  - 2e du Trophée Eusebio Vélez
  - 2e de la Prueba Loinaz
  - 2e du San Roman Saria
  - 3e du Mémorial Etxaniz
  - 3e du Zaldibia Sari Nagusia